# Gonerilia thespis
Gonerilia thespis is een vlinder uit de familie van de Lycaenidae. De wetenschappelijke naam van de soort werd als Dipsas thespis in 1890 gepubliceerd door Leech.